# Igor Krutogolov’s Toy Orchestra
Igor Krutogolov’s Toy Orchestra (пер. с англ. «Оркестр игрушек Игоря Крутоголова») — израильская экспериментальная группа, основанная израильским музыкантом и композитором Игорем Крутоголовым в 2005 году в Тель-Авиве. Группа выпустила пять альбомов, принимает участие в международных фестивалях и постановках театра и кино.

## Музыкальный стиль
Группе присущ уникальный стиль благодаря сочетанию специфического узнаваемого звучания игрушечных инструментов и большого разнообразия охватываемых жанров. Первый альбом группы представлял собой смешение стилей и был описан как «экспериментальная шумовая комедия». Последующие альбомы содержали как оригинальные песни на вымышленном языке, написанные Игорем Крутоголовым, так и ряд новаторских и сложных аранжировок песен различных жанров, включая фанк-метал, индастриал, альтернативный рок, фолк, джаз, электронную музыку. Кроме того группа выпустила ряд оригинальных песен в стиле диско, вдохновленных недавним участием группы в постановках театра и кино.

## История

#### Igor Krutogolov’s Karate Band
В 2005 году Игорь Крутоголов основал игрушечный оркестр «Igor Krutogolov’s Karate Band», объединивший друзей и коллег музыканта. Идея проекта заключалась в создании музыки только при помощи игрушечных музыкальных инструментов и игрушек. В состав оркестра вошли 11 участников, включая полный состав группы «Крузенштерн и пароход»: Игорь Крутоголов (композитор, игрушечная гитара, игрушечный кларнет, вокал), Руслан Гросс (игрушечная гитара), Гай Шехтер (игрушечные барабаны), Ольга Еленская (игрушечные клавишные), Идо Азария (игрушечный кларнет), Виктор Левин (игрушечный кларнет), Леонид Улицкий (игрушечный саксофон), Григорий Бадо (игрушечная труба), Татьяна Богославская (игрушечный ксилофон), Эйнав Коэн (резиновые игрушки) и Шелли Дублински (резиновые игрушки). Первое выступление группы состоялось 7 апреля 2005 года в клубе «Зелёный енот» в Тель-Авиве после литературного вечера писателя Владимира Сорокина.
В этом же году вышел первый альбом группы — «Children 4 Muzik». В ноябре 2005 года группа выступила с новым альбомом на фестивале авангардной музыки в клубе «Zappa» в Тель-Авиве.
В 2006 году группа записала 56-минутную кавер-версию на композицию «Consume Red» японского музыканта Отомо Ёсихидэ, выпущенную в виде альбома «Plays Ground Zero: Consume Red» в 2021 году во время пандемии COVID-19.
В 2014 году группа выпускает альбом «How to Be a Crocodile». Презентация альбома состоялась 27 февраля 2014 года в клубе «Левонтин 7» в Тель-Авиве. Группа записывает песни на тексты на выдуманном языке, написанные Игорем Крутоголовым под псевдонимом Mursulik. В альбом также вошла песня на стихи Даниила Хармса «Журавли и корабли». Альбом записан в обновлённом составе: Игорь Крутоголов (игрушечная гитара, вокал, игрушечный аккордеон, игрушечные шумовые эффекты), Гай Шехтер (игрушечные барабаны), Виктор Левин (игрушечный кларнет), Михай Чарнеа (игрушечный кларнет), Наоми Розин (игрушечный кларнет), Дрор Пикельный (игрушечный кларнет), Нил Кальман (игрушечный кларнет, игрушечная труба), Слава Френклах (игрушечные клавишные, игрушечное фортепиано), Нив Маджар (игрушечный глокеншпиль, игрушечный ксилофон, свинки) и Инбар Ливне Бар-Он (вокал). Всю музыку в альбоме написал Игорь Крутоголов.

#### Igor Krutogolov’s Toy Orchestra
В 2017 году к игрушечному оркестру присоединяется вокалистка Ям Уми, солистка израильской электронной хардкор-группы «Killing Machine». Благодаря голосу Ям группа приобретает новое звучание и меняет название на «Igor Krutogolov’s Toy Orchestra». Группа записывает пластинку «Roots Over Roots», состоящую из двух кавер-версий: «Roots Over Roots» («Sepultura») и «Over» («Portishead»). К группе также присоединяется израильско-британская певица Йифит Зив («The Hazelnuts/האחיות לוז»). Группа даёт концерт в обновлённом составе 20 декабря 2018 года в клубе «Левонтин 7» в Тель-Авиве.
В 2019 году к группе присоединяется израильский барабанщик Рой Хен («Megason», «Malox»). Группа даёт живой концерт в Москве в рамках культурно-образовательного проекта «Эшколот» при поддержке Посольства Израиля в России. На концерте звучит новый материал группы, включая кавер-версии «Little God in My Hands» («Swans») и «Guerrilla Radio» («Rage Against the Machine»), а также песня «Журавли и корабли» в исполнении Анны Хвостенко. Помимо концерта программа включает мастер-класс для детей, а также участие детей в исполнении песен на сцене вместе с группой.
В 2022 году выходит альбом «Live At Musrara Mix», записанный на фестивале «Musrara Mix Fest 2020», а также два сингла «Bebe La Sangre» (2022) и «Sucky» (2022).

## Кино- и театральные постановки
В 2018 году группа принимает участие в съёмках музыкального фильма «Kafka for Kids» (2022) израильско-американского режиссёра, писателя и художника Рои Розена. Идея использовать игрушечный оркестр в фильме принадлежала Игорю Крутоголову, написавшему музыку к фильму. Эта блестящая идея, по признанию Рои Розена, значительно повлияла на направление визуального и звукового оформления картины. Группа приняла участие в съёмках фильма в составе игрушечного оркестра. Кроме того, вокалистки Ям Уми и Йифит Зив получили дополнительные игровые роли. Наброски фильма, включая три песни в живом исполнении игрушечного оркестра с вокалисткой Йифит Зив, были представлены на арт-фестивале «Steirischer Herbst» 22 сентября 2018 года в театре «Graz Orpheum» в Граце, Австрия. Фильм «Kafka for Kids» (2022) стартовал на Роттердамском кинофестивале, Нидерланды («IFFR 2022»), а также был представлен на международных кинофестивалях в Марселе, Франция («FIDMarseille 2022»), Куритибе, Бразилия («Olhar de Cinema 2022»), Лиссабоне, Португалия («Doclisboa 2022»), Вене, Австрия («Viennale 2022») и Копенгагене, Дания («CPH:DOX 2023»). На Международном фестивале документального кино в Марселе («FIDMarseille 2022») фильм был удостоен награды «Camargo Foundation» и главного приза фестиваля «Air France Panavision». Саундтрек к фильму был выпущен на виниле в 2022 году.
В 2021 году группа принимает участие в создании многожанрового проекта «TOYZZZ» совместно с израильской театральной группой под руководством Ор Марин и Орана Нахума. Первоначальным намерением автора постановки было использование существующих песен игрушечного оркестра. Однако в процессе работы над проектом Игорь Крутоголов написал 5 новых песен специально для спектакля и стал соавтором постановки. Группа приняла участие в проекте в качестве музыкантов и актёров, взаимодействующих с танцорами театральной труппы на протяжении всего шоу. Проект «TOYZZZ» стартовал в сентябре 2021 года на Международном фестивале альтернативного театра в Акко, Израиль, и получил несколько наград: за лучшую театральную постановку, костюмы, декорации, музыкальное оформление и пластику, а также почётный приз за музыкальные достижения (композитору Игорю Крутоголову, вокалистке Ям Уми и группе «Igor Krutogolov’s Toy Orchestra»). Шоу «TOYZZZ» было показано на фестивале 11 раз. Широкой публике шоу было представлено в декабре 2021 года в театре «Тмуна» в Тель-Авиве, где музыкальный спектакль прошёл 7 раз.

## Дискография
- 2005 — Children 4 Music, CD
- 2014 — How to Be a Crocodile, CD
- 2017 — Roots Over Roots, 7"
- 2021 — Plays Ground Zero: Consume Red
- 2021 — TOYZZZ (реж. Ор Марин)
- 2022 — Kafka for Kids (реж. Рои Розен), LP
- 2022 — Live At Musrara Mix, CD
- 2022 — Bebe La Sangre (сингл)
- 2022 — Sucky (сингл)